# Rod Davis
Rod Davis, född den 27 augusti 1955 i Key West, Florida, är en nyzeeländsk seglare.
Han tog OS-silver i starbåt i samband med de olympiska seglingstävlingarna 1992 i Barcelona.